# Auguste Taton
Auguste Simon Matón (25 de enero de 1914–27 de octubre de 1989) fue un botánico y pteridólogo belga, que trabajó principalmente en el Congo Belga en África (hoy República Democrática del Congo).

## Biografía
Nació en Jemeppe-sur-Meuse, hoy parte de Seraing, Bélgica. En 1937, Taton se graduó en el Institut Agronomique de Gembloux, con un grado en agronomía y sirvió en la milicia desde el 25 de agosto de 1937 a 25 de febrero de 1939. De 1941 a 1945, sirvió como asociado en el Institut des Parcs nationaux du Congo belge (Instituto de Parques Nacionales de Congo Belga), realizando identificaciones de especímenes de herbario recolectadas en el parque nacional Albert, hoy parque nacional Virunga. En noviembre de 1945, fue asistente de la "División de Botánica" en el INEAC (Institut national pour l’étude agronomique au Congo belge). En 1952, continuó sus estudios en EE. UU. en la Universidad de Wisconsin-Madison y en la Universidad de Massachusetts en Amherst, tomando cursos en agrostología (estudios sobre gramíneas).
De septiembre de 1956 a febrero de 1961, Taton fue director de la Estación INEAC de Kivu. Durante ese tiempo en la República Democrática del Congo, recolectó 1.624 especímenes de herbario, que se depositaron en los jardines botánicos de Bruselas (Jardin botanique de l’Etat à Bruxelles) y de Yangambi. Empezando en julio de 1961 Taton trabajó en la flora de la República Democrática del Congo, de Ruanda, y de Burundi en el "Instituto belga para el fomento de la investigación científica en el extranjero (Institut belge pour l’encouragement de la recherche scientifique d’outre-mer) y luego en el Ministerio belga de Educación y Cultura.
De abril de 1963 a junio de 1966, Taton fue representante ante la Food and Agriculture Organization de Kivu y de Kinshasa y luego colocado en una misión agrostológica en Marruecos. Allí recolectó cerca de 450 especímenes, de los cuales sólo 51 llegaron al Jardín Botánico Nacional de Bélgica, el resto se perdió en tránsito. Luego siguió trabajando en su tratamiento de la flora de la República Democrática del Congo, Ruanda y Burundi, que con el tiempo se convirtió en su Flora of Central Africa (Flore d’Afrique centrale), de 1972. En julio de 1971, fue ascendido a jefe de la Sección Dialypétales-Sympétales del Departamento de Spermatophytes-Ptéidophytes, centrándose en las colecciones de herbario de África tropical.
Taton se retiró el 1 de febrero de 1979, aunque siguió colaborando en estudios sobre la flora de África central hasta su muerte el 27 de octubre de 1989 en su casa en Wezembeek-Oppem.

## Personal
Taton se casó en 1944, teniendo tres hijos. Al momento de su muerte, tenía nueve nietos.

## Galardones
- 1955: Medalla Dorada, Real Orden del León
- 1982: Premio E. Laurent de la "Real Academia de Bélgica" (l’Académie royale de Belgique)
- La abreviatura «Taton» se emplea para indicar a Auguste Taton como autoridad en la descripción y clasificación científica de los vegetales.[1]